# Dixon (Kalifornien)
Dixon ist eine Stadt im Solano County im US-Bundesstaat Kalifornien mit 18.988 Einwohnern (Stand: 2020). Das Stadtgebiet hat eine Größe von 17,3 km². 

## Persönlichkeiten
- Jerry Allan Horton Jr., Gitarrist und Songschreiber
- Scott D. Davis (* 1973), Pianist